# Bjergmelbærris
Bjerg-Melbærris (Arctous alpina) er en nedliggende, løvfældende dværgbusk med omvendt ægformede blade, som betragtes som forsvundet fra Danmark.

## Beskrivelse
Bjerg-Melbærris er en 3-6 cm høj meget grenet dværgbusk, med tynde, fint tandede, netårede, glisende blade, som har en kort vinget stilk. Bladene bliver røde om efteråret.
Om foråret før den får blade, får den hvide blomster, som sidder i tætte og nikkende klaser. Blomsterne er krukkeformede.
Frugterne er 3-5 mm store, kugleformede først mørkerøde, senere næsten sorte, stenfrugter, med 2-5 sten.

## Udbredelse
Bjerg-Melbærris er vidt udbredt på hele den nordlige halvkugle.
I Danmark er Bjerg-Melbærris hjemmehørende, men har kun været at finde på en enkelt lokalitet i Vestjylland, men er forsvundet herfra og ikke set siden 1931.
Bjerg-Melbærris er ikke vurderet på IUCN's rødliste.

## Habitat
Bjerg-Melbærris vokser lysåbent til let skygget, og nogen steder let fugtigt på sur til alkalisk, næringsfattig bund, men i f.eks. Grønland kun på tørre soludsatte heder.